# Gianluigi Pasquale
Gianluigi Pasquale (Vicenza, 22 luglio 1967) è un teologo italiano.

## Biografia
Nato a Vicenza da una famiglia veneta, dal 1986 è membro dell’Ordine dei Frati Minori Cappuccini. Nel 1993 è stato ordinato sacerdote. Ha studiato teologia nella Pontificia Università Gregoriana in Roma, conseguendo nel 1997 la Licenza in teologia fondamentale e, nel 2001, il Dottorato di ricerca nella stessa disciplina con il Prof. Rino Fisichella, oggi Arcivescovo. Nel 2004 ha conseguito la Laurea in filosofia morale all’Università degli Studi «Ca’ Foscari» in Venezia e, successivamente, il Dottorato di Ricerca nella stessa disciplina con il Prof. Carmelo Vigna, nel 2008. Nel 2018 ha ottenuto l’Abilitazione Scientifica Nazionale a professore associato di filosofia morale. È pronipote della beata Eurosia Fabris Barban (1866-1932), la prima beata italiana di Benedetto XVI (2005).

## Attività
Ha insegnato teologia fondamentale dapprima nella Pontificia Università Gregoriana di Roma (1999-2001), nella Pontificia Università Lateranense (2008-2020), all’Istituto Teologico «Redemptoris Mater» di Berlino (2005-2006). Dal 2001 è Docente stabile di teologia fondamentale nell’Istituto Teologico affiliato «Laurentianum» di Venezia, nelle due sezioni di Milano e Venezia. 

## Pensiero
Fin dall’inizio si è occupato di teologia della storia nel pensiero di Karl Rahner (1904-1984) e Hans Urs von Balthasar (1905-1988), approfondendo, successivamente, la ricerca e lo studio sulla filosofia della storia (il senso del tempo e della storia) in area tedesca nelle opere di G.W.F. Hegel (1770-1831), Wolfhart Pannenberg (1928-2014) e Karl Löwith (1897-1973). Cura anche una seconda area di interesse, ossia l’agiografia cristiana con particolare attenzione ai santi e alle sante francescani.

## Opere
- Gianluigi Pasquale – Branko Murić, Teologia fondamentale. Il Lógos tra comprendere e credere, (Biblioteca di testi e studi / 1422. Filosofia), Carocci, Roma 2021 ISBN 9788829012077.
- G. Pasquale, Chiara d’Assisi donna di luce, (I Pellicani 74), Edizioni Lindau, Torino  ISBN 978-88-6708-536-1.
- G. Pasquale, Teoria e teologia della storia. L’uomo alla ricerca del proprio senso, (Filosofia – Biblioteca di Testi e Studi – 1066), Carocci Editore, Roma 2016. ISBN 978-88-430-8089-2. [8].
- C. Caltagirone – G. Pasquale, ed., Ecclesiologia dal Vaticano II. Studi in onore di Cettina Militello, I-II, Marcianum Press, Venezia 2016. Miscellanea in due tomi distinti e indivisibili.  ISBN 978-88-6512-429-1.
- G. Pasquale, San Francesco d’Assisi. All’aurora di un’esistenza gioiosa. Con una conversazione con papa Francesco, (Biblioteca Universale Cristiana 1) Edizioni San Paolo, Cinisello Balsamo (MI) 2014 ISBN 978-88-215-9224-9.
- G. Pasquale, Finding Reason in History. The Case for a Philosophy of History as Science, (Academia Philosophical Studies 45), Academia Verlag, Sankt Augustin 2014 ISBN 978-3-89665-619-3.
- G. Pasquale, Beata Mamma Rosa. Testimone della bontà in famiglia, B. A. BARBAN, ed., Dehoniana Libri, Bologna 20149 ISBN 978-88-89386-75-0.
- G. Pasquale, Spezzare il pane con Francesco. I Cappuccini a Verona testimoni di una presenza, a cura di SILVIA RANCANI, (Cultura – Pubblicazioni), Edizioni Il Segno dei Gabrielli Editori, San Pietro in Cariano (VR) 2013 ISBN 978-88-6099-195-9.
- G. Pasquale, Ritorno ad Atene. Studi in onore di Umberto Galimberti, (Biblioteca di Testi e Studi. Filosofia 732), Carocci Editore, Roma 2012 ISBN 978-88-430-6225-6.
- G. Pasquale, Chiara d’Assisi donna di luce, (I Pellicani 73), Edizioni Lindau, Torino 2012 ISBN 978-88-7180-972-4.
- G. Pasquale, Chiara d’Assisi. Biografia, (Santi e Sante di Dio 46), Edizioni San Paolo, Cinisello Balsamo (MI) 2012 ISBN 978-88-215-7241-8.
- G. Pasquale, Amore e verità. Sintesi prospettica di Teologia Fondamentale, G. PASQUALE – C. DOTOLO, ed., Studi in onore di Rino Fisichella, Lateran University Press, Città del Vaticano 2011 ISBN 978-88-465-0749-5.
- G. Pasquale, Jean Daniélou, (Novecento Teologico 25), Morcelliana, Brescia 2011 ISBN 978-88-372-2492-9.
- G. Pasquale, La ragione della storia. Per una filosofia della storia come scienza, (Nuova Cultura – Introduzioni 251), Bollati Boringhieri, Torino 2011 ISBN 978-88-339-2166-2.
- G. Pasquale, Mistici Francescani Spagnoli. Secolo XVI, (Mistici Francescani 4), Editrici Francescane, Padova 2010, pp. 2431 ISBN 978-88-8135-016-2.
- G. Pasquale, Padre Pio. Modello di vita sacerdotale, Le lettere del Santo di Pietrelcina 8 (Collana: il Pozzo 82), Edizioni San Paolo, Cinisello Balsamo (MI) 2010 ISBN 978-88-215-6650-9.
- G. Pasquale, San Francesco d’Assisi. Un principio senza fine, (Mane Nobiscum 16), Lateran University Press, Città del Vaticano 2009 ISBN 978-88-465-0659-7.
- G. Pasquale, Frate Francesco, (Santi e Sante di Dio 43), Edizioni San Paolo, Cinisello Balsamo (MI) 2009 ISBN 978-88-215-6440-6.
- G. Pasquale, Padre Pio. San Paolo modello del vero cristiano, Le lettere del Santo di Pietrelcina 7 (Collana: il Pozzo 81), Edizioni San Paolo, Cinisello Balsamo (MI) 2008 ISBN 978-88-215-6032-3.
- G. Pasquale, Il principio di non-contraddizione in Aristotele, (Nuova Cultura – Introduzioni 174), Bollati Boringhieri, Torino 2008 ISBN 978-88-339-1839-6.
- G. Pasquale, Una Nuova Riconciliazione. Volti e temi francescani, (Teologia viva 56), Edizioni Dehoniane, Bologna 2007 ISBN 978-88-10-40969-5.
- G. Pasquale, Padre Pio. Maestro e guida dell’anima, Le lettere del Santo di Pietrelcina 6 (Collana: il Pozzo 80), Edizioni San Paolo, Cinisello Balsamo (MI) 2006 ISBN 8821557731.
- G. Pasquale, L’uomo ultimo. Per una antropologia cristiana e francescana, ed., (Teologia Viva 53), Edizioni Dehoniane, Bologna 2006 ISBN 88-10-40967-1.
- G. Pasquale, Aristotle and the Principle of Non-Contradiction. (Academia Philosophical Studies 26), Academia Verlag, Sankt Augustin 2006 ISBN 3-89665-380-6.
- G. Pasquale, Beato Andrea Giacinto Longhin: frate cappuccino e pastore nella Chiesa del suo tempo. Nel primo centenario dalla consacrazione episcopale (1904-2004), Fonti e Studi della Chiesa di Treviso. Atti, Editrice San Liberale, Treviso 2006 ISBN 88-88533-89-3.
- G. Pasquale, Padre Pio. Profeta obbediente, Le lettere del Santo di Pietrelcina 5 (Collana: il Pozzo 79), Edizioni San Paolo, Cinisello Balsamo (MI) 2005 ISBN 88-215-5374-4.
- G. Pasquale, Oltre la fine della storia. La coscienza cristiana dell’Occidente, Ricerca, Bruno Mondadori, Milano 2004 ISBN 88-424-9644-8.
- G. Pasquale, Padre Pio. Nel segno di Francesco, Le lettere del Santo di Pietrelcina 4 (Collana: il Pozzo 78), Edizioni San Paolo, Cinisello Balsamo (MI) 2004 ISBN 88-215-5067-2.
- G. Pasquale, Padre Pio. Modello di vita spirituale, Le lettere del Santo di Pietrelcina 3 (Collana: il Pozzo 77), Edizioni San Paolo, Cinisello Balsamo (MI) 2003 ISBN 88-215-4904-6.
- G. Pasquale, Padre Pio. Sperare oltre il soffrire, (Già e Non Ancora 394), Jaca Book, Milano 2003 ISBN 88-16-30394-8.
- G. Pasquale, La storia della salvezza. Dio Signore del tempo e della storia, (Diaconia alla verità 11), Edizioni Paoline, Milano 2002 ISBN 88-315-2378-3.
- G. Pasquale, La teologia della storia della salvezza nel secolo XX, (Nuovi Saggi Teologici. Series Maior 3), Edizioni Dehoniane Bologna, Bologna 2002 ISBN 88-10-40563-3.

### E-book
- Gianluigi Pasquale, I religiosi e la Chiesa locale. Tra esenzione e giusta autonomia, (Vita Consacrata 12), Àncora, Milano 2015. ISBN 978-88-514-1562-4.